# 南楼梓庄站
南楼梓庄站是一个位于中国北京市朝阳区南磨房地区金蝉西路辅路、大柳树路交叉口，属于北京地铁7号线的地铁车站。7号线车站2014年12月28日随线路开通一同投入使用。

## 位置
南楼梓庄站位于化工路南侧的大柳树路（大致呈东西向）与金蝉西路（大致呈南北向）交汇处。7号线车站呈南北方向布置。

## 结构

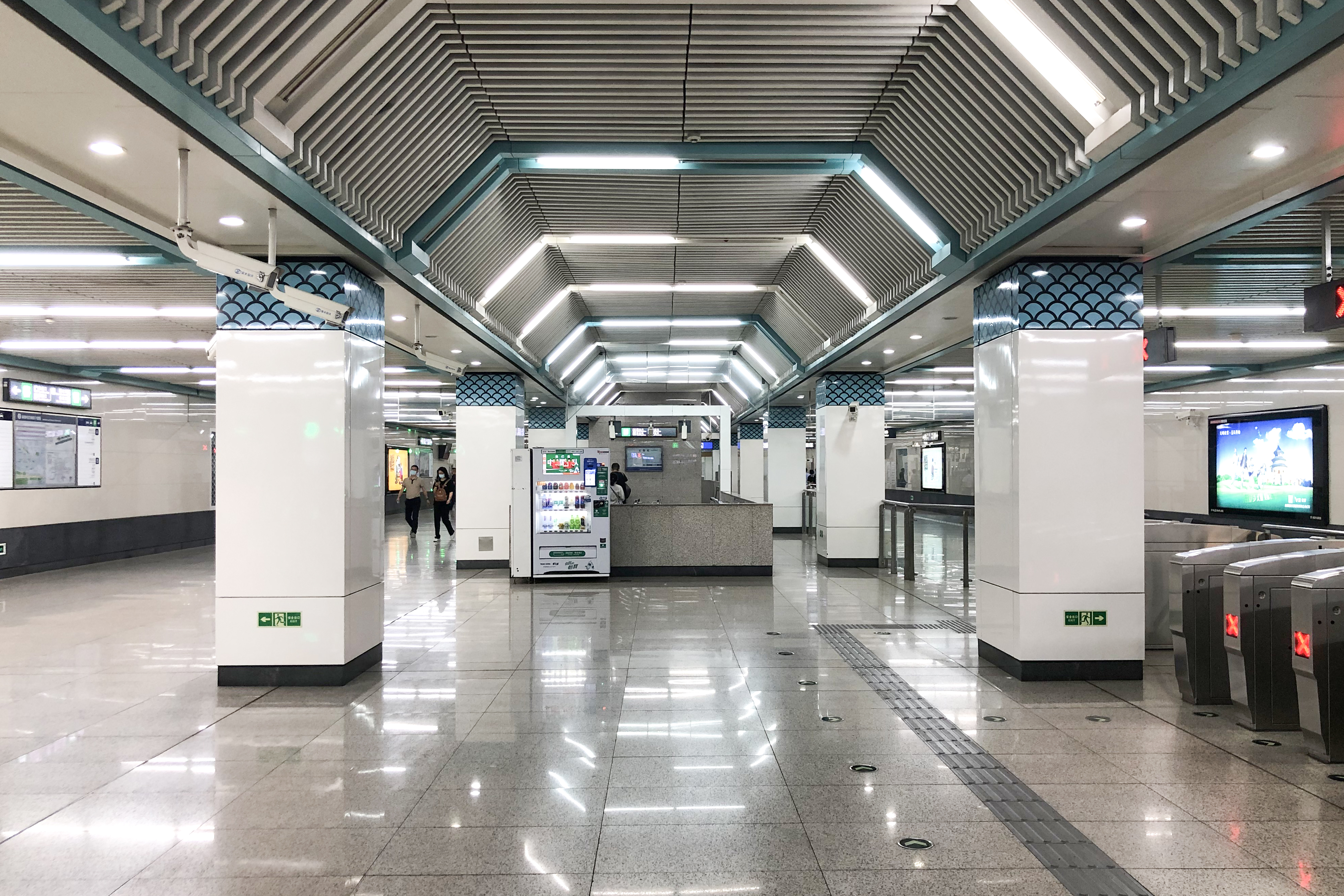
7号线站厅

7号线及规划11号线均为地下站。7号线为地下二层三跨岛式站台车站，站台宽13米，车站结构标准段宽21.9米，总长216.25米，采用明挖法施工。7号线站厅设有艺术墙《竹报平安》。
| 地面层          | 街道                              | A-D出入口                        |
| 地下一层 站厅层 | 站厅                              | 客务中心、自动售票机、进出站闸机 |
| 地下二层 站台层 |                                   | █ 7号线往北京西站（化工）        |
| 地下二层 站台层 | 岛式站台，左側開门                |                                  |
| 地下二层 站台层 | █ 7号线往环球度假区（欢乐谷景区） |                                  |

## 出入口
|                       |                  |                  |      |            |
| 编号                  | 指示             | 建议前往的目的地 | 照片 | 无障碍设施 |
| 出口 · A · 升降机标志 | 金蝉西路（西侧） | 大柳树路（北侧） |      |            |
| 出口 · B              | 金蝉西路（东侧） |                  |      | 不適用     |
| 出口 · C              | 金蝉西路（东侧） |                  |      | 不適用     |
| 出口 · D              | 金蝉西路（西侧） | 大柳树路（南侧） |      | 不適用     |
| 註： 設有             |                  |                  |      |            |